# Salza di Pinerolo
Salza di Pinerolo (en occitano Salsa) es un municipio italiano, situado en la región del Piamonte. En el año 2007 tenía 78 habitantes. Está situado en el Valle Germanasco, uno de los Valles Occitanos. Limita con los municipios de Massello, Perrero, Pragelato y Prali.

## Administración
| Período | Nombre            | Partido      |
| ------- | ----------------- | ------------ |
| 2004-   | Franco Sanmartino | Lista cívica |

## Evolución demográfica
| Gráfica de evolución demográfica de Salza di Pinerolo entre 1861 y 2001 |
|                                                                         |
| Fuente ISTAT - elaboración gráfica de Wikipedia                         |